# Gerardus Sizoo

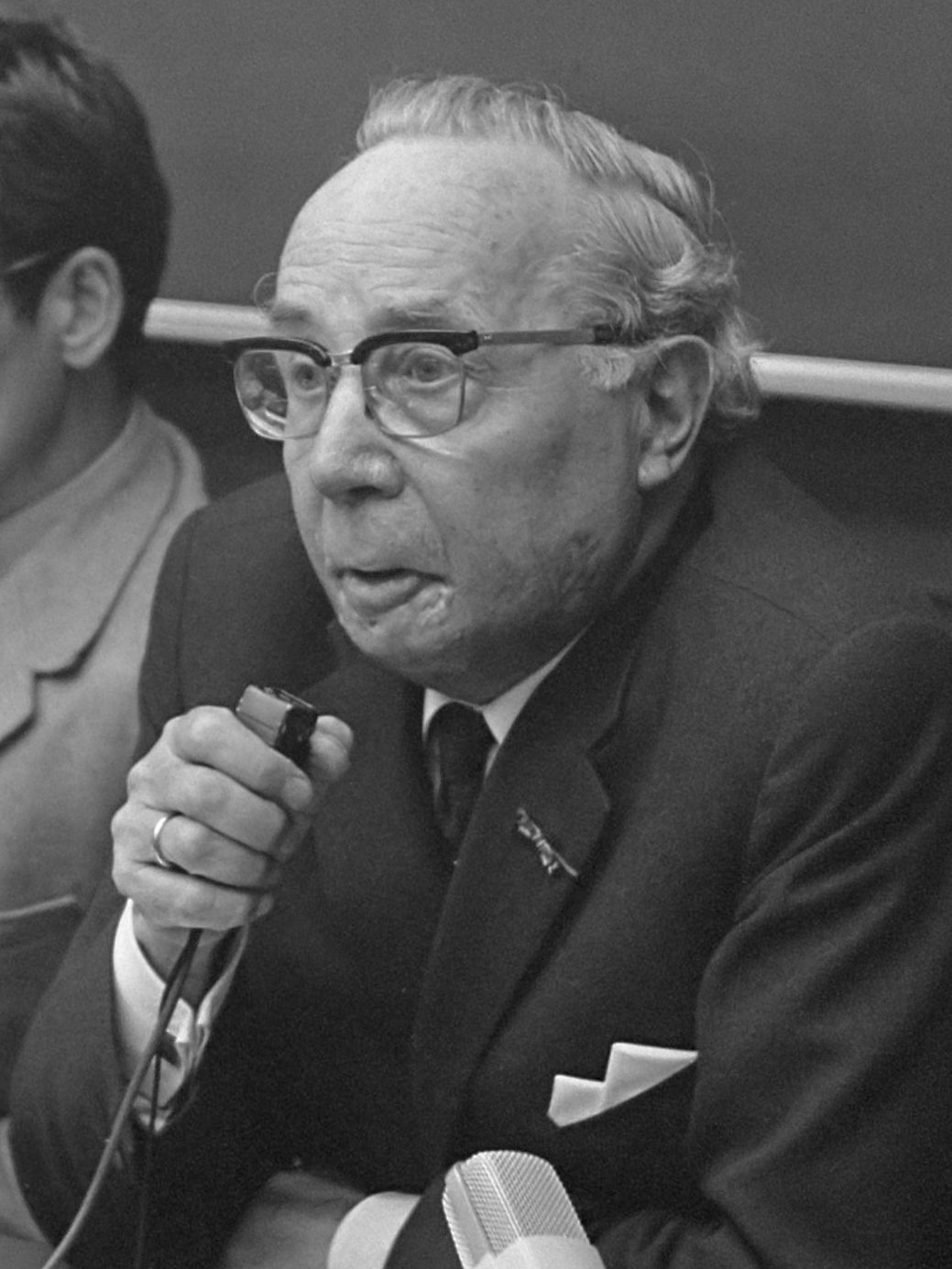
Gerardus Sizoo (1969)

Gerardus Johannes (Gerard) Sizoo (Woerden, 8 november 1900 – Den Haag, 4 januari 1994) was de eerste hoogleraar in de natuurkunde aan de Vrije Universiteit Amsterdam. Zijn carrière is sterk verbonden met het opzetten en uitbouwen van het natuurkundig laboratorium van de in 1930 opgerichte Faculteit der Wis- en Natuurkunde aan de Vrije Universiteit.

## Biografie
Sizoo begon in 1920 aan een studie natuurkunde aan de Universiteit Leiden. Zijn promotieonderzoek naar het verschijnsel supergeleiding verrichtte hij ook in Leiden, onder Heike Kamerlingh Onnes en W.J. de Haas. Al in 1929 besloot men Sizoo aan te stellen als hoogleraar aan de nieuw op te richten Faculteit der Wis- en Natuurkunde. Ondanks zijn jonge leeftijd bleek hij de enige kandidaat die aan de wetenschappelijke eisen voldeed, de juiste levensovertuiging had én bereid was deze taak op zich te nemen. Onder zijn leiding als hoogleraar-directeur werd het Natuurkundig Laboratorium opgezet. Sizoo zette hierbij in op het toen opkomende vakgebied van de kernfysica en de radioactiviteit, mede omdat er nog geen andere laboratoria in Nederland waren die zich hier diepgaand mee bezighielden. Zijn eigen onderzoek betrof vooral natuurlijke radioactieve stoffen. De jaren dertig stonden voor Sizoo ook in het teken van de moeizame verhouding tussen de gereformeerde geloofsovertuiging en de natuurwetenschap. Van zijn hand verschenen vele publicaties over deze relatie. In 1943 sloot de Vrije Universiteit haar deuren, en in de daaropvolgende tijd werd ook het wetenschappelijke werk sterk bemoeilijkt, ondanks inspanningen van Sizoo en de universiteit om de laboratoria en de apparatuur uit handen van de Duitse bezetter te houden.
Na 1945 was Sizoo een van de initiatiefnemers van de oprichting van de Stichting voor Fundamenteel Onderzoek der Materie, een organisatie die het fundamentele natuurkundig onderzoek in Nederland moest gaan stimuleren en coördineren. Daarnaast bekleedde hij vele nevenfuncties bij wetenschappelijke instituten en in overheidscommissies. In 1965, op 65-jarige leeftijd, ging Sizoo met emeritaat, Hij bleef zich echter tot op hoge leeftijd bezighouden met de natuurkunde, met de relatie tussen geloof en wetenschap, en met de betekenis van de natuurwetenschappen voor de christelijke grondslag van de VU. Daarnaast was hij na zijn emeritaat enige tijd voorzitter van de Vereniging voor Hoger Onderwijs op Gereformeerde Grondslag, de vereniging waarvan de VU als bijzondere universiteit destijds uitging.

## Familie
Zijn zoon Willem Sizoo was van 1985 tot 1994 burgemeester van Klundert. Gerard Sizoo was een neef van de classicus en VU-hoogleraar Alexander Sizoo.